# KStV Arminia Bonn
Der Katholische Studentenverein Arminia ist eine 1863 gegründete, nicht schlagende oder farbentragende, katholische Studentenkorporation an der Universität Bonn. Ihre Prinzipien sind religio, scientia und amicitia.

## Geschichte

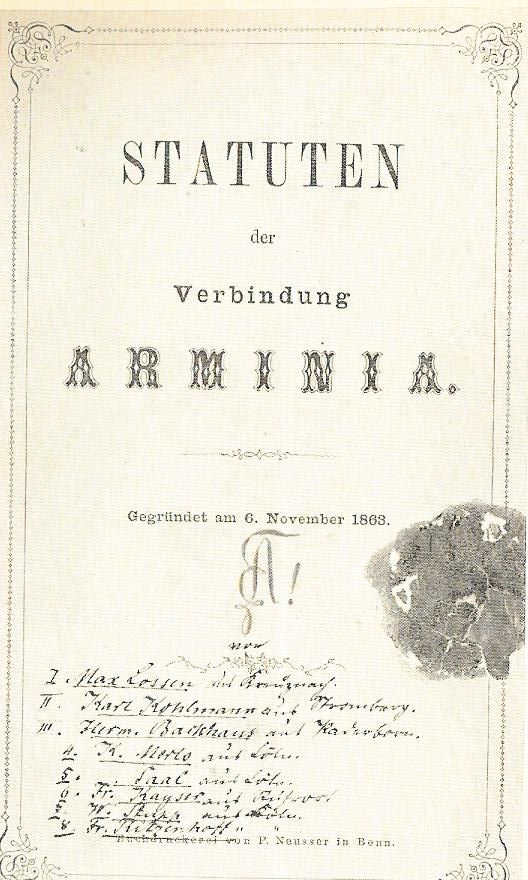
Statuten der Arminia 1863/1864

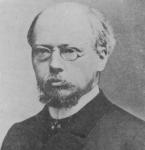
Georg Graf v. Hertling

Arminia im SS 1864 (Zweiter oben links: Max Lossen)

### Überblick
Arminia ist eine der ältesten katholischen Korporationen und die älteste ununterbrochen als katholische Korporation an der Bonner Universität bestehende Vereinigung. Sie wurde 1865 Gründungsverein des Kartellverbandes katholischer deutscher Studentenvereine (KV), des ältesten förmlich konstituierten Dachverbandes katholischer Korporationen. Das Arminenhaus ist das älteste Haus einer KV-Korporation. In die Arminia traten zahlreiche Studenten ein, die später Bedeutung erlangten – darunter drei Reichs- und Bundeskanzler. Arminia ist die erste nach dem Zweiten Weltkrieg reaktivierte Korporation Deutschlands.

### Gründung der Arminia
Arminia wurde in vierfacher Hinsicht bewusst als Gegenpol zu bestehenden Organisationen und Strömungen ins Leben gerufen:
- gegen die KDStV Bavaria Bonn
- gegen das Konzept einer katholischen Hochschule
- gegen die schlagenden Korporationen
- gegen die protestantische Dominanz an den Hochschulen.

Geistiger Vater dieser Gründung war – neben seinem Freund Max Lossen – der spätere Reichskanzler Georg Graf v. Hertling, wie Lossen zunächst aktiv in der Aenania-München.

#### Gegenpol zur Bavaria Bonn
Arminia wurde am 6. November 1863 von den Aenanen Max Lossen und seinem Cousin Friedrich Kayser gegründet. Ihre Statuten wurden am 21. November 1863 von der Universitätsbehörde genehmigt. Bei ihrem Wechsel an die Universität Bonn traten Lossen und Kayser nicht der dort bereits bestehenden Bavaria bei. Die Gründe hierfür sind bis heute zwischen Arminen und Bavaren umstritten. Lossen hatte im vorangegangenen Semester als Senior der Aenania – übereinstimmend mit der „Ansicht meines Freundes von Hertling“ – den Wunsch Bavarias nach einem Cartell zwischen beiden Korporationen im Juni 1863 abgelehnt. Im Februar 1864 schloss jedoch Lossens zwischenzeitliche Gründung Arminia ein Cartell mit Aenania. Arminia und Bavaria traten aufgrund dieser Ereignisse in ein Konkurrenzverhältnis, das in der Folge (1865/66) auch ausschlaggebend sein sollte für die Spaltung der katholischen Korporationen in KV und CV. Arminia schaffte die Farben ab, „um sich von der Bavaria abzusetzen und Studenten anzuziehen, die den couleurstudentischen Formen ablehnend gegenüberstanden.“ „Bavaria sah sich in dieser Umwandlung Arminias in dem Verdacht bestätigt, deren Gründer würden sich nach aller Kraft bemühen, Bavaria angesichts der heiklen Situation in der Bonner Studentenschaft, in der sich die Konkurrenz der verschiedenen katholischen Studentenzusammenschlüsse zunehmend bemerkbar machte, zu vernichten.“ Bavaria selbst wurde durch Arminia bis zur Spaltung der katholischen Korporationen von jeglichem Korrespondenzverhältnis und damit vom Zulauf nach Bonn wechselnder Mitglieder der Cartellvereine ferngehalten. 1867 „ging die Bonner Bavaria (…) erneut ein.“ „Die Konkurrenz zur Arminia hat dabei wohl ebenso eine Rolle gespielt wie persönliche innere Animositäten …“

#### Wider das Konzept einer katholischen Hochschule
Die Gründung der Arminia war zugleich gegen die Beschlüsse des Katholikentags von 1862 gerichtet. Diese sahen die Gründung einer katholischen Universität in Deutschland nach dem Vorbild der Katholischen Universität Löwen in Belgien vor. Lossen postulierte stattdessen, es sei „eigentlich noch wichtiger, weil es näher liegt“, sich von katholischer Seite um die bestehenden Universitäten zu kümmern. Auch v. Hertling wandte sich gegen „den ganzen Humbug der katholischen Universität“. Arminia war im Gegensatz zu den gleichzeitigen Bonner Gründungen Novesia und Ripuaria, die zunächst reine Theologenkränzchen am theologischen Konvikt waren – Ripuaria wurde erst 1887, Novesia erst 1890 in eine Korporation umgewandelt –, eine Spitze dieser katholischen Laienbewegung im akademischen Raum. Unter ihren Gründern – fast sämtlich Juristen – befand sich kein Theologe. Erst im zweiten Semester stieß der spätere Erzbischof von Straßburg Adolf Fritzen hinzu.

#### Wider schlagende Korporationen

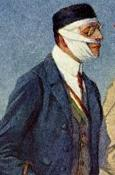
Antipode der Arminia: mensurbeflissener Korporierter

Arminia war gegen die schlagenden Korporationen gerichtet, die in einer erfolglosen Abwehrbewegung noch im Akademischen Kulturkampf 1903–1908 die Auflösung der katholischen Korporationen in Preußen anstrebten. In seiner Katholikentagsrede 1863 legitimierte v. Hertling die katholischen Korporationen mit der Ablehnung der waffenstudentischen Korporationen. Arminia verurteilt das studentische Fechten in Übereinstimmung mit der Lehre der Katholischen Kirche unverändert als sittlich verwerflich. Insbesondere verwarf Arminia dessen (seinerzeitige) Grundintention, dass für einen „Beleidigten“ rechtliche Gleichrangigkeit und Ehrenhaftigkeit nur durch unbedingte Satisfaktion mit blanker Waffe zu erlangen sei.
Bereits 1864 beteiligten sich die Arminen an einer Unterstützungs-Aktion für jene westfälischen Grafen Kerssenbrock, die als katholische Offiziere aus dem preußischen Heer ausgeschlossen worden waren, weil sie öffentlich erklärt hatten, „nie wieder selbst ein Duell eingehen noch dabei mitwirken“ zu wollen.
Der Armine Reichskanzler Wilhelm Marx intervenierte 1925, um die Annahme der Würzburger Einigungserklärung zwischen katholischen und waffenstudentischen Verbänden zu verhindern. Nach dem Zweiten Weltkrieg war Arminia nicht zuletzt mit Blick auf den anderen Weg der meisten waffenstudentischen Korporationen im „Dritten Reich“ – vgl. die Geschichte der Deutschen Burschenschaft (DB), des vom Allgemeinen Deutschen Waffenring, dem alle pflichtschlagenden Korporationen angehörten, dominierten Deutschen Hochschulringes (DHR) und der ab 1924 wiederum von diesem dominierten Deutschen Studentenschaft (DSt) – entschiedene Gegnerin eines Zusammenschlusses der katholischen Korporationen mit mensurschlagenden Verbindungen im Convent Deutscher Akademikerverbände (CDA).

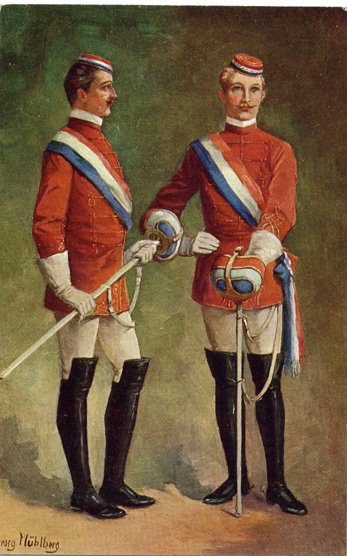
Von Arminia alsbald abgelehnter Vollwichs

Die bewusste Abgrenzung von den waffenstudentischen Verbänden war auch ausschlaggebend für den äußeren Auftritt der Arminia. Die Gründungsstatuten der Arminia hatten zunächst – wenn es dem einzelnen gut dünkte – das Tragen von Couleur freigestellt. Schon Ende 1863 beschränkte der Convent das Tragen von Farben auf das Band in den Vereinsfarben Orange-Weiß-Blau und Bierzipfel. Das Zeigen der Farben wurde als mutiges Bekenntnis zu Arminia und ihren Prinzipien „gegenüber den verschiedenen Kreisen der Gesellschaft“ betrachtet. Am 3. Juni 1864 wurde zur Verdeutlichung des Unterschieds zu den waffenstudentischen Korporationen weitergehend beschlossen, die äußeren Zeichen vollständig abzuschaffen. In den Statuten wurde festgelegt, dass Arminia, die sich zunächst als „Verbindung“ bezeichnet hatte, nunmehr ein „Verein“ sei, die couleurstudentische Bezeichnung „Senior“ wurde zeitweise durch „Ordner“ ersetzt. Nachdem die katholischen Verbindungen 1865 in Abgrenzung zu den Katholischen Vereinen behaupteten, dass sie alleine die katholische Sache „nach außen verträten“, „alleine dem Unwesen der Corps mit Erfolg entgegentreten könnten“ und ein „Prinzip des Farbentragens“ postulierten, trennten sich die Wege der Vereine und der Verbindungen.

#### Wider die protestantische Dominanz an den Hochschulen
Die Universität Bonn zog, obgleich im preußischen Rheinland liegend, auch katholische Studenten an, da sie als „Prinzen-Universität“, an der die Hohenzollernprinzen studierten, über einen exzellenten Lehrkörper verfügte. Sie war das Symbol preußischen Kulturstrebens im Westen. Die im protestantischen Preußen wegen ihrer vermeintlichen Unfähigkeit zu unabhängiger wissenschaftlicher Arbeit systematisch benachteiligten katholischen Akademiker schlossen sich in der Arminia zusammen, um sich gegenseitig zu unterstützen. Die Besonderheit solcher Korporationen wie Arminia bestand laut v. Hertling darin, dass sie eine einzigartige „Vereinigung von Autorität und Freiheit“ darstellten mit dem Ziel einer „Versöhnung der religiösen Überzeugung und der wissenschaftlichen Erkenntniß“.

Die „Prinzen-Universität“ Bonn

Die ablehnende Haltung gegenüber Preußen und Reichskanzler v. Bismarck wurde nicht von allen Arminen geteilt. Der spätere Reichstagspräsident Max Wallraf trat 1879 aus, weil er sich aufgrund seiner Begeisterung für Bismarck in Gegensatz zur Meinung der meisten Arminen sah.
Arminia war ungeachtet der Erschwernisse, welche viele Protestanten den Katholiken an den preußischen Hochschulen bereiteten, und in Gegensatz zu den in einer Gegenbewegung übertrieben „katholisierenden“ Korporationen keineswegs gegen Protestanten als solche gerichtet. In den Gründungsstatuten war der Status eines „Conkneipanten“ vorgesehen, den Personen erhalten konnten, die zu den Zwecken der Arminia beitrugen, dieser aber nicht angehören konnten, weil sie – darauf bezog sich die Regelung – Studenten anderer Konfession waren. Dies führte von Beginn an zu integralistischen Angriffen gegen Arminia. Balduin Delvos, Senior der Bavaria im WS 1864/65, versuchte, Arminia als „Konglomerat allgemein-katholisierender Studenten“ zu diskreditieren, das auch „Angehörige anderer Confessionen“ als Gäste in seine Kreise lasse und nicht mehr als „Verbindung“ anzusehen sei.

#### Wahlspruch und Farben
Der Wahlspruch der Arminia, „Treu, frei!“, entspricht dem Wahlspruch der Aenania. Die Farben der Arminia sind das Orange des Hauses Oranien, weil Lossen aus dem Herzogtum Nassau stammte, und die Bayerischen Landesfarben Weiß-Blau, weil er sein Studium an der Universität München begonnen hatte.

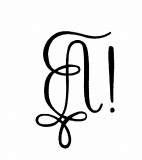
Arminenzirkel
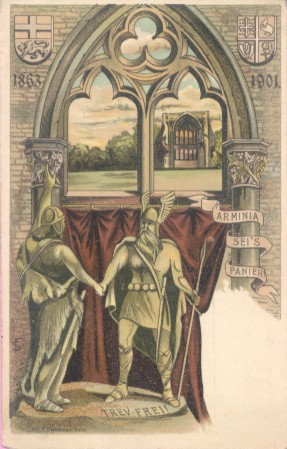
„Treu, frei!“ (Couleurkarte von 1901)
Die Farben der Arminia
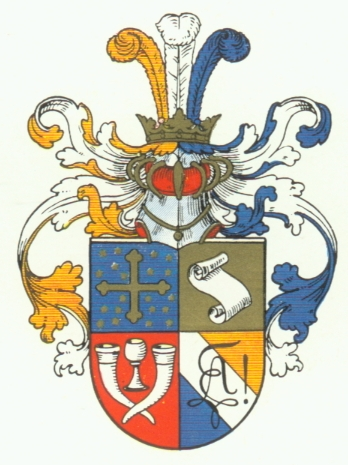
Arminenwappen

Wegen des erklärten Verzichts der Arminia auf das Farbentragen tragen die Chargierten der Arminia bei offiziellen Anlässen nicht die sonst bei Korporierten üblichen Kleidungs- und Schmuckstücke in den Korporationsfarben, den sog. „Vollwichs“, sondern treten im Frack mit einer Schärpe in den Farben der Arminia auf.

#### Namenswahl
Die Gründer der Arminia lehnten den zunächst erwogenen Namen „Winfridia“ ab, der an „Bonifatius“, den Apostel der Deutschen erinnern sollte. Sie wählten stattdessen Arminius zum Namenspatron, der im 19. Jahrhundert zur nationalen Symbolfigur aufgestiegenen war. Das damit geehrte Vaterland wurde bei Arminia nicht – wie bei anderen Korporationen – als viertes Prinzip „patria“ angenommen.

### Gründung des KV
In dem Bestreben, im Anschluss an die Prinzipienrede v. Hertlings auf dem Katholikentag 1863 alle katholischen Verbände über die seinerzeit bestehenden einzelnen Korrespondenzverhältnisse hinaus zu einigen, wurde 1864 ein Kartell katholischer Studentenkorporationen, der Würzburger Bund geschlossen. Doch zwischen der Arminia und der Bavaria-Bonn entstanden Streitigkeiten, die im September 1865 zur Auflösung des Bundes führten. Arminia gründete Januar 1866 mit vier weiteren Vereinen auf der Grundlage der in Trier 1865 noch von allen Korporationen beschlossenen Statuten des Würzburger Bundes den nicht farbentragendem Kartellverband katholischer deutscher Studentenvereine (KV), der damit der älteste förmlich konstituierte Dachverband katholischer Korporationen ist. Innerhalb des KV war Arminia Mitglied des „Weißen Ringes“ und lehnte den allgemeinen „Duz-Comment“ ab.

### Erstes Vatikanisches Konzil
Nach dem Ersten Vatikanischen Konzil 1870 kam es zum Streit insbesondere über die Unfehlbarkeit des Papstes. Eine Anzahl Arminen schloss sich altkatholischen Gemeinden an, welche die neuen Dogmen ablehnten. Da Arminia am Konfessionalitätsprinzip festhielt, also nur römisch-katholische Mitglieder akzeptierte, wurden 1871 die altkatholisch gewordenen Bundesbrüder ausgeschlossen, darunter der Gründer der Arminia Max Lossen. 1882 gründeten vier Studenten mit Unterstützung des dimittierten Lossen den farbentragenden Altkatholischen Studentenverein AKStV Cheruskia in Bonn. Der Name Cheruskia wurde von Lossen, der Historiker war, in mehrfacher Anspielung gewählt: Der von den Römern (d. h. von den rom-treuen Arminen) ebenfalls dimittierte Truppenführer (d. h. Lossen, der ehemalige Senior) Arminius (d. h. Lossen, Gründer der Arminia) hatte nach seiner Entlassung einen Aufstand der Cherusker gegen die Römer geführt und in der Varusschlacht vernichtend über sie gesiegt. Der Studentenverein Cheruskia löste sich 1929 auf, wurde aber 2004 wiederbegründet.

### Kulturkampf
An diese innerkatholischen Auseinandersetzungen schloss sich der Kulturkampf (1871–1878) an, vor allem in Rheinpreussen. Im universitären Raum flammten die Gegensätze während des Akademischen Kulturkampfs (1903–1908) erneut auf. Bereits 1894 sprach der Rektor der Universität Bonn den katholischen Korporationen öffentlich jede Existenzberechtigung ab, zumal sie allein durch ihr Vorhandensein die übrige Studentenschaft provozieren würden. Der Armine Hermann Cardauns, Schriftleiter der „Kölnischen Volkszeitung“, war der führende katholische Publizist des Kaiserreiches in den Auseinandersetzungen. Statt dass die katholischen Korporationen verdrängt wurden, erstarkten sie in den Auseinandersetzungen. Das Ansehen der Arminia stieg im Laufe der Zeit dermaßen, dass 1911 der AStA Arminia als erste katholische Korporation zur Begrüßung des Deutschen Kaisers ausersah. Als der fast 75-jährige Armine Graf v. Hertling Ende 1917 erster katholischer Reichskanzler wurde, galt dies den Katholiken als Zeichen ihrer endgültigen Gleichstellung im Reich.

### Altherrenverein und Arminenhaus
Lose Treffen ehemals aktiver Arminen gab es ab 1876. Der älteste Versuch im Jahr 1877, die Philister in der Arminia und auch im KV zusammenzuführen, geht auf den Arminen Damian Görtz zurück. Görtz lud alle westdeutschen Philister des KV zu einer ersten Versammlung nach Bonn ein. Der Altherrenverein wurde jedoch erst 1891 ins Leben gerufen. 1899 gründeten die Alten Herren der Arminia die Aktiengesellschaft „Arminenhaus Bonn“. Am 1. Januar 1900 wurde der Grundstein für das Arminenhaus in der Kaiserstraße in Bonn gelegt, das damit das älteste Korporationshaus eines Kartellvereins im KV ist.

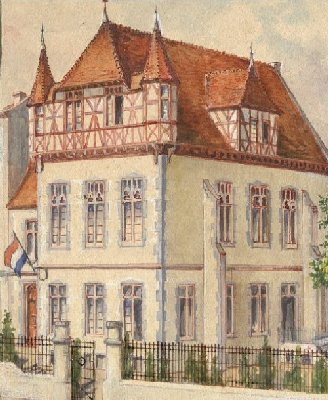
Arminenhaus in Bonn „Gotische Bierkathedrale“ (1900 bis heute) (Aquarell von C. L. Becker)
Kneipsaal des Arminenhauses (1900 bis heute)
Kellerkneipe des Arminenhauses (um 1900)
Bootshaus der Arminia an der Stelle des heutigen „Langen Eugen“

### Erster Weltkrieg
In den ersten fünf Monaten des Ersten Weltkriegs waren 270 Arminen zu den Waffen geeilt, eine Zahl, wie sie kaum eine andere Korporation aufweisen kann. 59 Arminen sind im Ersten Weltkrieg gefallen, darunter 25 Offiziere. 52 Arminen erhielten das Eiserne Kreuz verliehen. Im Gedenken an die gefallenen Bundesbrüder wurde der 1929 gegründete, vierte Tochterverein nach der Schlacht von Langemarck benannt.

### Tochterkorporationen
Es war im KV üblich, dass mit Ausnahme von München an jeder Hochschule nur eine KV-Korporation bestehen sollte. Arminia beantragte 1899 die Aufgabe dieses Grundsatzes und gründete 1900 mit Frisia die erste Tochterkorporation des KV. Ziel war es, die eigene Aktivitas nicht übermäßig anwachsen lassen, andererseits aber keinem katholischen Studenten den Zugang zu einer katholischen Korporation zu verstellen. Von Arminia wurden im Laufe der Zeit in Bonn mit Erfolg vier Tochterkorporationen durch den Wechsel von Arminen in die jeweilige Neugründung ins Leben gerufen.
Die letzte Gründung war 1929 der KStV Langemarck, 1946 unter dem Namen KStV Görres neu konstituiert, 1958 suspendiert und 1982 durch Aufnahme der Alten Herren der Görres wieder mit Arminia zusammengeschlossen, so dass Arminia heute die Traditionen beider Korporationen vereint. Wegen der Instrumentalisierung des Langemarck-Gedenkens durch die Nationalsozialisten wurde Langemarck nach dem Zweiten Weltkrieg in Erinnerung an den katholischen Publizisten Joseph Görres umbenannt.

### Weimarer Zeit
Die Geschicke der Arminia in der Weimarer Zeit bedürfen wegen der Vernichtung des Arminenarchivs durch die Nationalsozialisten noch der Aufarbeitung. Arminia spielte auch in dieser Zeit eine führende Rolle im KV: Der Armine Johannes Henry war – neben seiner politischen Tätigkeit – 1919–1932 Verbandsgeschäftsführer des KV. Während im Reich die Deutsche Studentenschaft (DSt), deren Vorsitzende ab 1924 ausschließlich Mitglieder von Burschenschaften und Corps waren, vom Deutschen Hochschulring (DHR), einer ab Beginn der 20er Jahre zunehmend „national“ und „völkisch“ gesinnten verbindungsübergreifenden Sammlungsbewegung, dominiert wurde, kam es auf Anregung der Arminia in Bonn zur Gründung des „Ringes der katholischen Korporationen“, dem es gelang, die Übermacht des Waffenringes und seiner „wabernden Ideen wie den rassischen Antisemitismus“ in der Bonner Studentenschaft zu sprengen. Henry referierte auf KV-Ebene vor dem Philistertag 1924 über den DHR, den er als republik- und demokratiefeindlich sowie antikatholisch bezeichnete, und leitete mit einem mehrheitlich angenommenen Antrag, in dem das Verhalten des DHR scharf missbilligt wurde, den Rückzug der KV-Korporationen aus dem DHR ein.

### „Drittes Reich“
Die endgültige, ablehnende Haltung „der“ Arminia im und zum „Dritten Reich“ hat sich nicht gradlinig, sondern in mehreren Schritten entwickelt, wobei sich die verschiedenen Phasen von den handelnden Personen nicht trennen lassen. Arminen haben auch in dieser Zeit – über die Geschicke ihrer Korporation hinaus – den gesamten KV maßgeblich beeinflusst.

#### Im Vorfeld 1920–1932 – Philistersenior Henry im Exil
Zu Beginn stand die Ablehnung der Nationalsozialisten, markiert 1932 durch die Ernennung des zurückgetretenen Reichskanzlers Heinrich Brüning zum Ehrenphilister, die neben der Ehrung Brünings ein Zeichen setzen sollte gegen den Machtzuwachs der Nationalsozialisten. Philistersenior Johannes Henry lehnte als Zentrumspolitiker, Reichstagsabgeordneter und (1919–1932) Verbandsgeschäftsführer des KV die Nationalsozialisten entschieden ab. Nach der Machtübernahme Hitlers und der Gleichschaltung des KV 1933 sah sich Henry, der schon 1923 von der französischen Besatzungsbehörde aus Bonn ausgewiesen worden war, erneut gehalten, Bonn zu verlassen. Er legte sein Amt als Philistersenior nieder.

#### 1933–1935 – Rechtskatholik Spahn Korporationsführer
Wegen des seit der „Machtergreifung“ geltenden Führerprinzips hieß der neue Philistersenior „Korporationsführer“. Dabei beließ es Arminia indes nicht. Gewählt wurde vielmehr der „Rechtskatholik“ Professor Martin Spahn, der den neuen Zeiten optimistisch entgegensah. Spahn, ursprünglich für die Zentrumspartei im Reichstag, war nach einem Umweg über die DNVP ab 1933 Reichstagsabgeordneter der NSDAP. Er weckte die trügerische Hoffnung, dass mit ihm Arminia unbeschadet durch das „Dritte Reich“ kommen könnte. Gleichzeitig wuchs der äußere Druck auf die Korporationen, sich dem NS-Regime einzugliedern.
Bereits 1931 hatte der Allgemeine Deutsche Waffenring (ADW), der Zusammenschluss aller pflichtschlagenden Korporationen, den NS-Studentenbund (NSDStB) im Erfurter Abkommen als gleichberechtigten Partner förmlich anerkannt. Nicht zuletzt diese Annäherung an die waffenstudentischen Korporationen machte es dem NSDStB möglich, 1931 die Vorherrschaft in der Deutschen Studentenschaft (DSt) zu erlangen.
Auch zwischen den Korporationsverbänden verschärften sich die Auseinandersetzungen. 1934 schlossen die Deutsche Burschenschaft (DB), der Kösener Senioren-Convents-Verband (KSCV) und die Nationalsozialistische Gemeinschaft corpsstudentischer Verbände (NSGCV) ein Abkommen und planten, den Cartellverband der katholischen deutschen Studentenverbindungen (CV) zu beseitigen, weil dieser „den geradezu tollkühnen Vorschlag“ gemacht hatte, den ADW aufzulösen. Ende 1935 gründeten sieben waffenstudentische Verbände um die Deutsche Burschenschaft (DB) den Völkischen Waffenring (VWR), von den verbliebenen ADW-Verbänden als „nationalsozialistisches Pharisäertum“ bezeichnet, „weil sie sich gegenüber allen anderen Verbänden für die besseren Nazis hielten“.
1934 wurde der CVer Albert Derichsweiler Reichsleiter des NSDStB und versuchte rigoros, die Korporationen in den NSDStB einzugliedern. In dieser Zeit nahm auch die Zahl aktiver Arminen zu, die zugleich Mitglied nationalsozialistischer Organisationen wie der NSDAP oder des NSDStB waren. Die Universitäts- und Korporationspolitik des NS-Regimes schränkte das Vereinsleben ungeachtet des Bemühens von Spahn um eine Annäherung mehr und mehr ein. Der NSDStB schloss ab September 1935 seinerseits die gleichzeitige Mitgliedschaft im NSDStB und in einer Korporation aus.
Jene Arminen, die nicht die alleinige Mitgliedschaft in der Arminia vorzogen und damit auf die Befreiung von Studiengebühren verzichteten, traten aus der Arminia aus. Dieser Schritt hatte nach den unter Spahn durchaus planmäßig verwässerten Verhältnissen zwangsläufig eine Selbstreinigung der Arminia zur Folge. Im November 1935 löste sich wegen der allgemeinen Entwicklung der KV auf. Spahn, inzwischen zugleich „KV-Verbandsführer“, trat von diesem Amt, aber auch als „Korporationsführer“ der Arminia zurück.

#### 1936–1938 – NS-Gegner Franken Korporationsführer
Der Rücktritt Spahns bot zusammen mit dem Austritt der dem NSDStB zuneigenden Arminen Gelegenheit, eine Wende einzuleiten: Der mit dem Rheinischen Widerstandskreis konspirierende Paul Franken wurde als Nachfolger Spahns „Korporationsführer“. Inzwischen standen die Korporationen insgesamt vor der Alternative, sich aufzulösen oder sich mit dem NS-Staat zu arrangieren. Die meisten waffenstudentischen Korporationen lösten ab 1935 bei Verbot der Doppel-Mitgliedschaft in Korporationen und NSDStB ihre Korporation auf und begründeten Kameradschaften des NSDStB, um ihre Traditionen nunmehr „im braunen Hemd“ zu bewahren. Anschaulich und beispielhaft belegt diesen von nahezu sämtlichen waffenstudentischen Korporationen gewählten Weg die Geschichte des Corps Hannovera Hannover.
Eine „Bewahrung der Tradition“ der Arminia unter dem Hakenkreuz war demgegenüber nicht vorstellbar. Franken „suspendierte“ den aktiven Verein am 73. Gründungstag, dem 6. November 1936. Inoffiziell wurde das Vereinsleben unter vorsichtiger Werbung einiger neuer Mitglieder fortgesetzt. Am 20. Juni 1938, während der nicht suspendierte Altherrenverein mit den „Aktiven“ das 75. Stiftungsfest beging, wurden sämtliche noch existenten Korporationen einschließlich der Altherrenschaften aufgelöst und weitere Zusammenkünfte unter Strafandrohung verboten. Das Vereinsvermögen der Arminia einschließlich des Arminenhauses wurde beschlagnahmt. Am 24. Juni kam es zu überraschenden Hausdurchsuchungen der Gestapo bei Johannes Henry und einem halben Dutzend weiterer Arminen. Arminia verlor hierbei ihr Archiv.

#### 1938–1945 – Auflösung der Arminia und Erhalt des Arminenhauses
Den Arminen gelang es, die Beschlagnahme des Arminenhauses unmöglich zu machen, weil das Haus rechtlich nicht der Arminia, sondern der Aktiengesellschaft „Arminenhaus Bonn“ gehörte. Für diese musste von den Arminen die Liquidation beschlossen werden, denn das Arminenhaus sollte nach dem Willen der Nationalsozialisten unverändert dem „Verein Studentenwerk“ übertragen werden. Die Arminen, denen sich nach Auflösung der Altherrenvereine der von vielen waffenstudentischen Philistern eingeschlagene Weg in den eigens hierfür geschaffenen NS-Altherrenbund verbot, nutzten die Konstellation und blieben unter der Tarnung der AG zusammen. Sie ernannten auf einer nach Köln einberufenen Generalversammlung unter den Augen der anwesenden Gestapo Hans Elsas aus ihren Reihen zum Liquidator. Da bei der feuchtfröhlichen Hauseinweihung 1900 vergessen worden war, die bereitliegenden Aktien an die seitdem „unklaren“ Aktionäre auszuteilen, gelang es Elsas, der sich in dieser Angelegenheit alle 14 Tage bei der Gestapo melden musste, durch immer wieder glaubhaft vorgeschobene Abwicklungsschwierigkeiten den zugunsten des Studentenwerks geforderten Verkauf des Arminenhauses solange hinauszuzögern, bis er zur Wehrmacht einberufen wurde. Ohne Liquidator aber konnte auch die Liquidation nicht vollzogen werden; das Arminenhaus blieb bis zum Ende des „Dritten Reichs“ 1945 in Arminenbesitz, was für eine Korporation sonst nicht der Fall war, die ihr Haus nicht, wie viele Corps, nur um es im Eigentum zu halten, einer aus ihr hervorgegangenen NS-Kameradschaft zur Verfügung gestellt hatte.

20. Juli 1938: Auflösung der Arminia während ihres 75. Stiftungsfestes
Statuten der Aktiengesellschaft „Arminenhaus“ von 1899
Benedikt Schmittmann (1872–1939) „Märtyrer des Erzbistums Köln“

#### 1933–1945 – Arminen im Widerstand
Mehrere Arminen haben sich aktiv dem NS-Regime widersetzt. Einige haben sich der persönlichen Verfolgung teils bis zum eigenen Tod ausgesetzt. Zu diesen gehören: Leo Trouet, „Märtyrer des Erzbistums Köln“, in der Haft in Köln zu Tode gefoltert, Benedikt Schmittmann, „Märtyrer des Erzbistums Köln“, 1933 von der Gestapo erstmals verschleppt und 1939 im KZ Sachsenhausen-Oranienburg zu Tode gefoltert, Walther Hensel, Mitglied des Rheinischen Widerstandskreises, von der Gestapo in Düsseldorf verhaftet und gefoltert, Paul Franken, ebenfalls aktiv im Rheinischen Widerstandskreis und bis zur Auflösung der Arminia 1936 Korporationsführer, 1937 für fünfzehn Monate von der Gestapo verhaftet, Konrad Adenauer, 1944 für mehrere Monate in Gestapo-Haft, Wilhelm Marx, 1933 wegen seiner Vorstandstätigkeit im Volksverein für das katholische Deutschland angeklagt, und Peter Nonnenmühlen, im Zusammenhang des 20. Juli 1944 verhaftet. Joseph Vollmar gewährte seinem Bundesbruder Konrad Adenauer am Tage dessen abenteuerlicher Flucht aus der Gestapo-Haft in Köln Unterschlupf.

#### 1939–1945 – Gefallene der Arminia
Im Zweiten Weltkrieg fielen erneut 53 Arminen. Im Gegensatz zu den Gefallenen des Ersten Weltkriegs handelte es sich, da es 1939 keine Aktivitas mehr gab, nicht um Studenten, sondern um in Beruf stehende Arminen, darunter wiederum zahlreiche Offiziere.

### Wiederbegründung

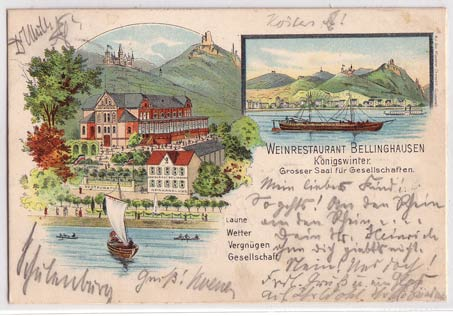
„Weinrestaurant Bellinghausen“ in Königswinter am Rhein
Ort der Gründung der Arminia am 8. November 1863
Ort der Proklamation der Reaktivierung am 10. August 1946
(lithographische Postkarte von 1899 mit Arminenzirkeln)

Nach Kriegsende befand sich die Arminenhaus-AG immer noch in Liquidation. Für die unverändert unbekannten Aktionäre wurde ein Pfleger bestellt. Der Hausbauverein „Arminenhaus e. V.“ wurde gegründet, der Pfleger übertrug das Haus auf diesen Verein. Der Altherrenverein wurde am 21. Oktober 1946 reaktiviert und Johannes Henry erneut Philistersenior. Schon zuvor, am 3. August 1946, erfolgte die Reaktivierung der Aktivitas durch 29 in der Katholischen Studentengemeinschaft Bonn aktive Studenten, die Publikation erfolgte am 10. August 1946 am Ort der Gründung der Arminia von 1863, dem „Weinrestaurant Bellinghausen“ in Königswinter. Arminia war damit die erste nach dem Krieg reaktivierte Korporation überhaupt.
Während waffenstudentische Korporationen Mitglieder der aus ihnen im „Dritten Reich“ hervorgegangenen NS-Kameradschaften nach dem Kriege in ihre Reihen aufnahmen, sofern sie die erforderlichen Pflichtmensuren heimlich geschlagen hatten oder nachholten (vgl. beispielsweise die Geschichte des Corps Suevia München), nutzen Henry und Franken die Wiederbegründung der Arminia, solche Mitglieder nicht wieder zum Eintritt einzuladen, die Mitglied einer NS-Organisation gewesen waren.
1949 gründeten neun Studenten – darunter fünf Arminen – mit Unterstützung durch Isa Vermehren das Studentenkabarett „Wintergärtchen“, das bis 1951 dreimal wöchentlich spielte. Man gab unter anderem ein zweiwöchiges Gastspiel im „Kom(m)ödchen“ in Düsseldorf, spielte auf Einladung von Carlo Schmid zum Geburtstag von Kurt Schumacher und im März 1950 auf Einladung von Bundespräsident Theodor Heuss in dessen Residenz.
Arminia lehnte in dieser Zeit unter Führung von Konrad Repgen einen Zusammenschluss aller Korporationen im Convent Deutscher Akademikerverbände (CDA) entschieden ab, um „auch nur den Schein einer Unterstützung“ für die waffenstudentischen Verbände zu vermeiden. Arminia war stattdessen in den Gremien der Katholischen Deutschen Studenten-Einigung (KDSE) aktiv. Innerhalb des KV wurde Arminia 1949 in Würzburg zum ersten Vorort der Nachkriegszeit gewählt. Vorortspräsident wurde Bruno Schmidt-Bleibtreu.

### 68er-Bewegung
Die 68er-Bewegung brachte einen Bruch mit den studentischen Traditionen mit sich. Von den Reformbestrebungen eines Jochen van Aerssen und eines Lutz von Pufendorf begeistert, fanden Studenten, die überlieferten Formen abgesagt hatten, den Weg in die Arminia. 1968 wurde ein radikales Reformprogramm beschlossen mit Abschaffung wesentlicher Elemente herkömmlichen Korporationslebens. Weiter wurden die Aufgabe des Katholizitätsprinzips und die Aufnahme von Frauen angestrebt. Der Schritt zur Reform wurde indes nur von Arminia vollzogen, nicht aber vom Kartellverband mitgetragen. Die Zahl der Aktiven sank von 100 im Wintersemester 1968/69 auf nominell 15 im Sommersemester 1973. Nachdem die „Rädelsführer“ in das Philisterium gewechselt oder aus der Aktivitas ausgeschieden waren, erklärte der Philistersenior die Reformen für gescheitert.

### Konsolidierung

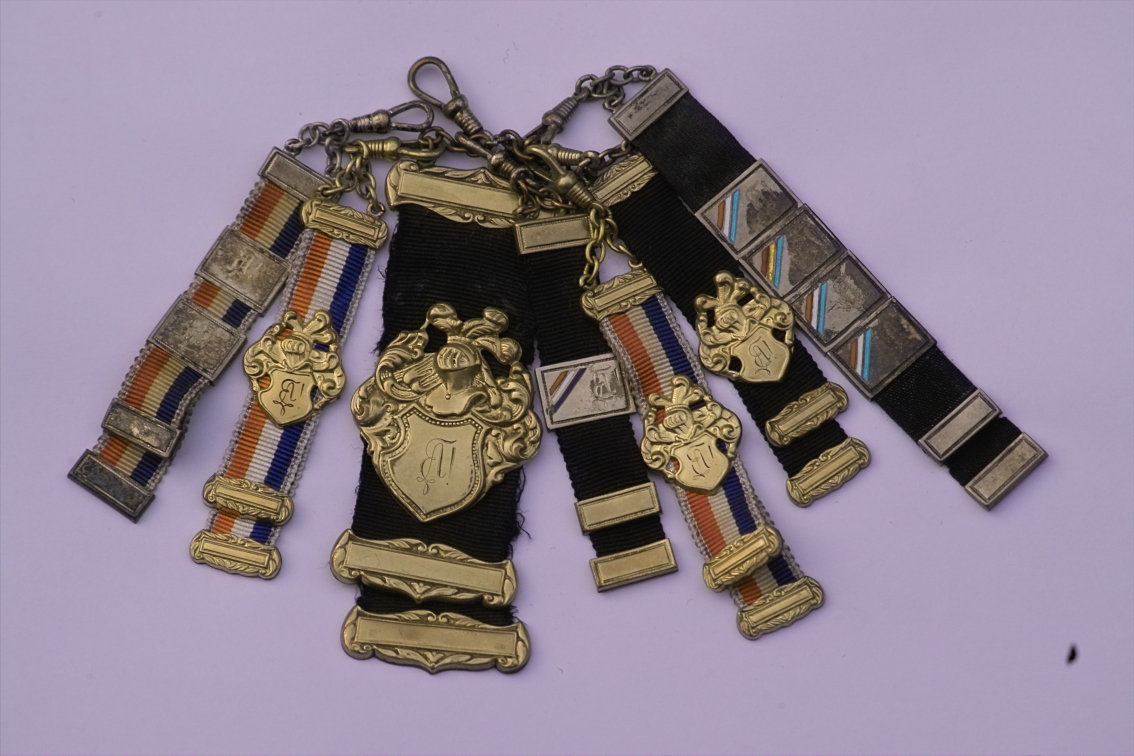
Bierzipfel der Arminia in den Arminenfarben und in Schwarz

Mit dem Eintritt des späteren Franziskaners Robert Jauch und seines Bruders Hans-Gerd Jauch setzte eine bewusste Kehrtwende ein. Das Brauchtum der Arminia wurde nach und nach wiederbelebt. Zum 100. Geburtstag Konrad Adenauers wurde am 26. Mai 1976 zum ersten Mal nicht ohne Widerstände des reformorientierten Teils der Altherrenschaft seit fast zehn Jahren im Kneipsaal des Arminenhauses wieder ein Kommers geschlagen.
Spannungen verursachte die ungeklärte Rechtslage der seit der „Reformzeit“ kontinuierlich satzungswidrig in den aktiven Verein „aufgenommenen“ Protestanten. Im Zuge der Aufnahme eines Mitarbeiters des Opus Dei, die von den Protestanten abgelehnt wurde, kam es zu vereinsrechtlichen Auseinandersetzungen innerhalb der Aktivitas. Nach Abschluss des WS 1983/84 traten im Zuge dieser Entwicklung insgesamt zehn Aktive, darunter nahezu sämtliche aktiven Protestanten aus der Arminia aus und wechselten durchaus folgerichtig mehrheitlich zur pflichtschlagenden Alten Breslauer Burschenschaft der Raczeks in Bonn. Damit endeten zugleich mehrere Semester andauernde Bemühungen vor allem der ausgeschiedenen Arminen, gleichsam in einer Gegenbewegung zu den überzogenen Reformbestrebungen der 68er-Generation korporationsstudentische Formen einzuführen, die sich bei gleichzeitiger Lockerung der tradierten Inhalte der Arminia jenen der farbentragenden Korporationen anzugleichen versuchten. Die verbliebenen Protestanten wurden unter Satzungsänderung zu Mitgliedern gemacht. In der Satzung wurde weitergehend festgelegt, dass künftig in begründeten Ausnahmefällen und zahlenmäßig begrenzt Protestanten Mitglieder werden können.

## Namhafte Arminen

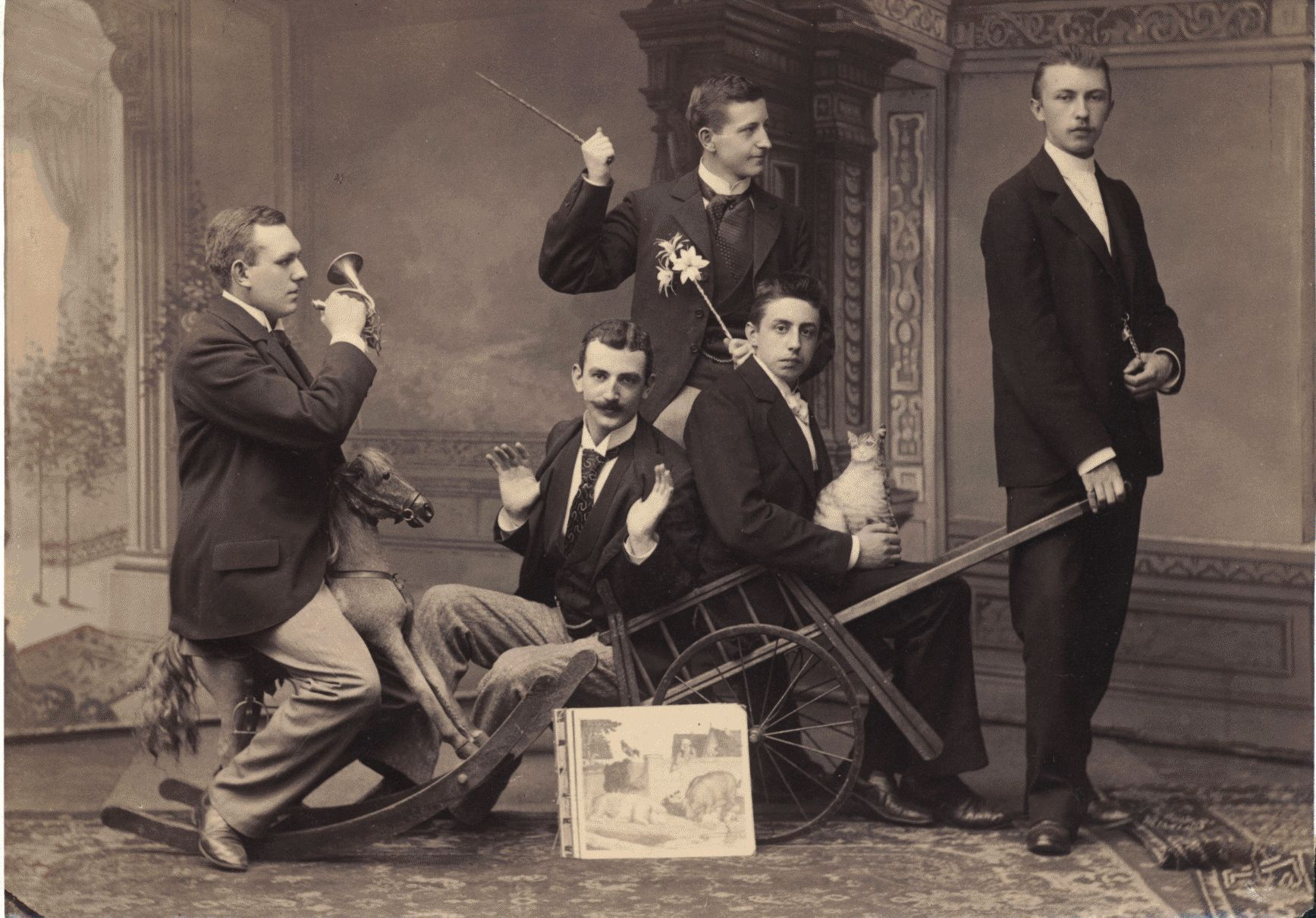
„Der Vicesenior zieht den Vorstandskarren“ – rechts: Konrad Adenauer, Vicesenior (WS 1896/97)

„Der Vorstand wappnet sich für die Dechargekommission“ – rechts: Johannes Henry, Ordner (WS 1898/99)

### Reichs- und Bundeskanzler
- Konrad Adenauer (1876–1967), erster Bundeskanzler der Bundesrepublik Deutschland, erster Bundesminister des Auswärtigen, Präsident des Parlamentarischen Rates, Präsident des Preußischen Staatsrates, Oberbürgermeister der Stadt Köln, erster Bundesvorsitzender und Ehrenvorsitzender der Christlich-Demokratischen Union Deutschlands, Alterspräsident des Deutschen Bundestages
- Heinrich Brüning (1885–1970), Reichskanzler
- Georg Graf von Hertling (1843–1919), Reichskanzler, Preußischer Ministerpräsident, Bayerischer Ministerpräsident, Preußischer Minister des Äußeren
- Kurt Georg Kiesinger (1904–1988), dritter Bundeskanzler der Bundesrepublik Deutschland
- Wilhelm Marx (1863–1946), Reichskanzler, Preußischer Ministerpräsident, Reichsminister der Justiz

### Politiker
- Clemens Adams (1864–1941), Politiker und Unternehmer
- Jochen van Aerssen (1941–1992), Mitglied des Europäischen Parlamentes
- Peter Cremerius (1893–1959), Landrat und Ministerialrat
- Hans Daniels (* 1934), Mitglied des Landtags von Nordrhein-Westfalen, Mitglied des Bundestags, Oberbürgermeister von Bonn
- Wilhelm Daniels (1903–1977), Oberbürgermeister von Bonn
- Hans Elfgen (1889–1968), Regierungspräsident des Regierungsbezirks Köln
- Wilhelm Farwick (1863–1941), Mitglied des Preußischen Herrenhauses, Mitglied der Weimarer Nationalversammlung, Oberbürgermeister von Aachen, Mitbegründer des CHIO Aachen
- Franz Gielen (1867–1947), Oberbürgermeister von Neuss, Oberbürgermeister von Mönchengladbach, Kommissarischer Oberbürgermeister von Gladbach-Rheydt
- Albert Gilles (1895–1989), Landrat im Landkreis Bitburg und im Landkreis Cochem
- Felix Hauptmann (1856–1934), Professor der Rechtswissenschaften, Mitglied des Preußischen Abgeordnetenhauses
- Alo Hauser (1930–1997), Mitglied des Deutschen Bundestages
- Johannes Henry (1876–1958), Mitglied des Reichstags
- Herbert Hermesdorf (1914–1999), Mitglied des Deutschen Bundestages
- Johannes Horion (1876–1933), Landeshauptmann der Rheinprovinz
- Peter Itschert (1860–1939), Mitglied des Reichstages
- Philipp Jenninger (1932–2018), Präsident des Deutschen Bundestages
- Willi Werner Macke (1914–1985), Oberbürgermeister von Koblenz
- Hans Maier (* 1931), bayrischer Kultusminister
- Peter Nonnenmühlen (1868–1952), Oberbürgermeister von Mönchengladbach
- Lutz von Pufendorf (* 1942), Staatssekretär in Berlin
- Karl von Savigny (1855–1928), Mitglied des Reichstages, Mitglied des preußischen Abgeordnetenhauses
- Werner Schineller (* 1948), Oberbürgermeister von Speyer
- Theodor Schneemann (1873–1958), Mitglied des Landtags von Nordrhein-Westfalen
- Martin Spahn (1875–1945), Ordinarius für Neuere Geschichte in Straßburg und Köln, Reichstagsabgeordneter
- Peter Spahn (1846–1925), Reichstagsabgeordneter
- Hans Tietmeyer (1931–2016), Bundesbankpräsident
- Karl Trimborn (1854–1921), Staatssekretär im Reichsamt des Inneren
- Heinrich Weitz (1890–1962), Finanzminister des Landes Nordrhein-Westfalen
- Joseph Werr (1874–1945), Mitglied des Reichstages
- Johannes Wilde (1936–2021), Mitglied des Landtags von Nordrhein-Westfalen

### Historiker
- Clemens Baeumker (1853–1924), Philosophiehistoriker und Philosoph
- Dieter-Anton Binder (* 1953), Karl-Franzens-Universität Graz, Andrássy Universität Budapest
- Hermann Cardauns (1847–1925), Chefredakteur der Kölnischen Volkszeitung, katholischer Wortführer im Kulturkampf, Präsident des Katholikentags, Kritiker von Karl May
- Michael F. Feldkamp (* 1962), Redenschreiber und Buchautor
- Paul Franken (1903–1984), erster Direktor der Bundeszentrale für politische Bildung
- Paul Egon Hübinger (1911–1987), Ministerialdirektor für kulturelle Angelegenheiten im Bundesministerium des Innern, Professor für Mittelalterliche und Neuere Geschichte in Bonn
- Franz Xaver Kraus (1840–1901), Professor für Kirchengeschichte, Galionsfigur des Reformkatholizismus
- Ludwig v. Pastor, Freiherr von Camperfelden (1854–1928), Historiograph der Päpste und österreichischer Diplomat
- Konrad Repgen (1923–2017), Professor für Mittlere und Neuere Geschichte in Bonn, Dekan der Philosophischen Fakultät
- Hans Schaefer (1906–1961), Althistoriker, Professor in Heidelberg
- Theodor Schieffer (1910–1992), Historiker
- Jakob Strieder (1877–1936), Wirtschaftshistoriker

### Priester
- Karl Freiherr von Boeselager (1848–1890), Jesuitenpater und Professor der Geschichte an der Universität von Bombay
- Joseph Kardinal Frings (1887–1978), Erzbischof von Köln
- Adolf Fritzen (1838–1919), Bischof von Straßburg
- Carl Gielen (1900–1987), Domkapitular und Dompropst zu Köln
- Joseph Hammels (1868–1944), Weihbischof in Köln und ebendort Domdechant
- Felix von Hartmann (1851–1919), Erzbischof von Köln
- Robert Jauch (* 1954), Franziskaner
- Karl Jüsten (* 1961), Prälat und Leiter des Kommissariats der Deutschen Bischöfe
- Wendelin Knoch (* 1943), Professor für Dogmatik
- Dominik Meiering (* 1970), Domkapitular, Leitender Pfarrer in der Kölner Innenstadt, ehemaliger Generalvikar des Erzbischofs von Köln[14]
- Max Pribilla (1874–1954), Jesuit und Wegbereiter der ökumenischen Bewegung
- Hermann Joseph Sträter (1866–1943), Weihbischof in Köln und Aachen
- Franz-Peter Tebartz-van Elst (* 1959), Professor und Kurienbischof in Rom
- Norbert Trippen (1936–2017), Kirchenhistoriker, Domkapitular zu Köln, Ehrenprälat Seiner Heiligkeit, Regens des Kölner Priesterseminars, Honorarprofessor an der Universität Bonn

### Theologen
- Patrik C. Höring (* 1968), Theologe
- Max Meinertz (1880–1965), Theologe

### Juristen
- August Adenauer (1872–1952), Rechtsanwalt, Justizrat und Honorarprofessor in Köln
- Franz Bardenhewer (* 1945), Richter am Bundesverwaltungsgericht
- Hermann Bellinger (1898–1980), Ministerialbeamter
- Josef Cüppers (1879–1953), Mitherausgeber der Neuen Juristischen Wochenschrift
- Walther Hensel (1899–1986), Oberstadtdirektor von Düsseldorf, Vizepräsident des Deutschen Städtetages, NS-Gegner
- Paul Graf von Hoensbroech (1852–1923), Jurist, Philosoph und zeitweilig Jesuit
- Heinrich Lehmann (1876–1963), Professor für Römisches Recht, Bürgerliches Recht, Zivilprozeß- und Handelsrecht, Rektor der Universität Köln
- Hans Müller (1884–1961), Präsident des Bundesfinanzhofs
- Franz Nüßlein (1909–2003), Diplomat und Auslöser der sog. Nachruf-Affäre im Außenministerium
- Joseph Oppenhoff (1868–1958), Präsident des Landgerichts Aachen
- Leo von Savigny (1863–1910), Professor in Münster für Staats-, Verwaltungs-, Völker- und Kirchenrecht
- Bruno Schmidt-Bleibtreu (1926–2018), Ministerialdirektor im Bundesfinanzministerium, namhafter Kommentator des Grundgesetzes
- Hermann Schmitz (Richter) (1873–1952), Reichsregierungsrat
- Joseph Schneider (1900–1986), erster Präsident des Bundessozialgerichts
- Leo Trouet (1887–1944), Bürgermeister von Eupen und „Märtyrer des Erzbistums Köln“
- Gerhard Ulsamer (1935–1999), Richter am Bundesgerichtshof
- Gebhard Ziller (1932–2024), Staatssekretär im Bundesministerium für Forschung und Technologie

### Kaufleute
- Elmar Helten (* 1939), Wirtschaftswissenschaftler
- Paul-Bernhard Kallen (* 1957), Vorstandsvorsitzender der Hubert Burda Media
- Heinrich Oidtmann III (1888–1929), Kunsthistoriker, Geschäftsführer der „Rheinischen Werkstätten Dr. Heinrich Oidtmann“
- Alfred Schüller (* 1937), Wirtschaftswissenschaftler, Professor in Köln und Marburg

### Mediziner
- Paul Diepgen (1878–1966), Gynäkologe, Medizin- und Wissenschaftshistoriker, Großvater von Eberhard Diepgen
- Herbert Löllgen (* 1943), Kardiologe, Sportmediziner

### Künstler
- August Everding (1928–1999), Regisseur und Intendant

### Naturwissenschaftler
- Franz Breisig (1868–1934), Professor für Mathematik in Berlin
- Ludwig Claisen (1851–1930), Chemiker und Erfinder
- Clemens Schaefer (1878–1968), Physiker, Professor in Breslau und Köln

### Philosophen
- Adolf Dyroff (1866–1943), Philosoph

### Andere
- Karl Albrecht jr. (* 1947), Unternehmer und Miteigentümer von Aldi Süd
- Guido Heymer (* 1937), Botschafter
- Benedikt Schmittmann (1872–1939), Sozialwissenschaftler und „Märtyrer des Erzbistums Köln“
- Engelbert Plassmann (1935–2021), Bibliothekswissenschaftler
- Alois Rummel (1922–2013), Chefredakteur des Rheinischer Merkur

### Ausgetretene
- Hans-Gerd Jauch (* 1953), Insolvenzverwalter
- Max Lossen (1842–1898), Sekretär der Königlich-Bayerischen Akademie der Wissenschaften, Gründer der Arminia
- Rudolf Michael Schmitz (* 1957), Generalvikar des Instituts Christus König und Hohepriester
- Max Wallraf (1859–1941), Reichstagspräsident